# Mimosa pigra
Pour les articles homonymes, voir Amourette.
Espèce
Mimosa pigra est une espèce de plantes à fleurs dicotylédones de la famille des Fabaceae, sous-famille des Mimosoideae. C'est un arbuste originaire des Amériques (Texas, Floride, Mexique, en Amérique du Nord, Cuba et Antilles, Amérique centrale, Amérique du Sud, en incluant la Guyane française). Il est parfois appelé « amourette ».

## Description
C'est un arbuste épineux à port dressé, très ramifié, pouvant atteindre une hauteur de 3 à 6 mètres.

## Répartition
La plante est originaire des Amériques.
Introduite dans la plupart des régions tropicales, cette espèce est considérée comme envahissante dans certaines régions, notamment en Australie et dans le sud-est asiatique.

## Taxinomie

### Synonymes
Selon The Plant List (28 décembre 2018) :
- Mimosa asperata var. pigra Willd.
- Mimosa brasiliensis Niederl.
- Mimosa canescens Willd.
- Mimosa hispida Willd.
- Mimosa pellita Humb. & Bonpl. ex Willd. [2]
- Mimosa pigra var. pigra

## Liste des variétés
Selon Tropicos (28 décembre 2018) (Attention liste brute contenant possiblement des synonymes) :
- Mimosa pigra var. asperata (L.) Zarucchi, Vincent & Gandhi
- Mimosa pigra var. berlandieri (A. Gray) B.L. Turner
- Mimosa pigra var. dehiscens (Barneby) Glazier & Mackinder
- Mimosa pigra var. pigra